# Rosa Donato

Rosa Donato

Rosa Donato carica il cannone sotto l'attacco borbonico

Ritratto di Rosa Donato

Rosa Donato, nata Rosa Russo (1808 – Messina, 8 novembre 1867), è stata una rivoluzionaria italiana.

## Biografia
Figlia di un “cuciniere”, era nata nel 1808 e nella sua adolescenza aveva assistito a Messina alla repressione borbonica culminata con le fucilazioni dei “primi martiri della libertà” che avevano preso parte in città alla rivoluzione siciliana del 1820-21. Sposata con lo stalliere Gaetano Donato e rimasta presto vedova, viveva svolgendo umili lavori e condividendo le aspirazioni della città per un cambiamento politico. Giuseppe La Farina la descriveva come “una povera donna del volgo” che si guadagnava da vivere come “tosatrice di cani” e che aveva un “cuore per audacia ed abnegazione sublime”, mentre Francesco Guardione ricordava che, pur non avendo nessuna cultura politica, nutriva “un sacro affetto verso la patria” che anteponeva a tutto nella speranza della “redenzione della patria”. 
Nel 1848-49 Rosa Donato partecipò attivamente alla rivoluzione siciliana contro il governo borbonico, prima a Messina e poi a Palermo, dopo la riconquista borbonica della città dello Stretto. A Messina, in particolare, dal gennaio al settembre del 1848 fu protagonista di numerosi scontri armati con le truppe borboniche conquistandosi il titolo di “artigliera del popolo”: nelle cronache e nell'iconografia dell'epoca è raffigurata nell'atto di caricare un cannone in piazza Duomo per sparare contro le truppe regie. Il 29 gennaio 1848, infatti, all'inizio della rivoluzione, Rosa Donato riuscì a impossessarsi di un piccolo cannone dell'esercito borbonico che, insieme ad Antonio Lanzetta, trasportò a piazza Duomo per usarlo contro i soldati borbonici, che furono così costretti a retrocedere rifugiandosi nel campo trincerato di Terranova (quello stesso giorno Rosa “fu veduta fare scudo del suo petto al Lanzetta, perché fosse salva una vita preziosa, essendo che egli era l'unico in quell'inizio che sapesse maneggiare un cannone”). Il 1 febbraio “l'artigliera” partecipava con il “suo” cannone ad altri scontri nel quartiere di San Francesco e così nei mesi successivi, quando “tirò a mitraglia nelle strade contro il comune nemico, vegliò nelle lunghe e fredde notti d'inverno sul suo pezzo” e, promossa “caporale” sul campo, fu posta al comando di “una batteria di sei mortai” facendo “prodigi di valore”. 
All'inizio di settembre, quando Messina veniva messa a ferro e a fuoco dai soldati borbonici sbarcati nella zona sud e bombardata dal mare dalle navi di Ferdinando II (“Re Bomba”), Rosa Donato partecipava all'estrema difesa della città e, dando fuoco a un cassone di munizioni, faceva saltare in aria i soldati che stavano per conquistare il quartiere Pizzillari. Fingendosi morta nell'esplosione, riusciva a salvarsi e, durante la notte, insieme con Lanzetta e altri rivoluzionari messinesi poteva lasciare la città per continuare a combattere a Palermo, dove la rivoluzione era ancora in atto. Qui le veniva dato il comando di due pezzi di artiglieria e per il suo comportamento era elogiata con un pubblico encomio dal governo rivoluzionario sul “Giornale Officiale” del 20 novembre 1848 («Antonio Lanzetta, Giovanni Corrao e Rosa Donato, fieri popolani venuti da Messina, sono meritevoli della riconoscenza del popolo e del governo. Furono tra i più forti combattenti in Messina, né mai volsero le spalle al nemico»)”. 
Dopo la riconquista borbonica di Palermo (maggio 1849), Rosa Donato tornava a Messina e qui veniva arrestata, torturata e imprigionata per 15 mesi nei sotterranei della Cittadella. Uscita dalla prigione, viveva chiedendo l'elemosina davanti all'Università solo ai giovani studenti nei quali riponeva l'unica speranza per il futuro. Come ricordava Raffaele Villari, gli universitari “raccoglievano religiosamente fra loro un gruzzolo di monete e lo porgevano a Rosa [che] baciava quelle monete e la mano che gliele porgeva; ma qualche volta il porgitore disse a Rosa: è la tua mano che dovrebbe essere baciata e non la mia, che ancora non à brandita un'arma in difesa della patria”. Dopo il 1860, le fu concesso “un modesto vitto decretatole dalla patria” in segno di riconoscenza per il suo ruolo attiva nella rivoluzione del 1848. 
Rosa Donato morì in povertà l'8 novembre 1867 entrando nella storia e nella memoria cittadina: a fine '800 in una lapide posta vicino a Piazza Duomo era paragonata a Dina e Clarenza dal poeta Virgilio Saccà (DINA E CLARENZA / LE EROINE DELLA GUERRA DEL VESPRO / EBBERO NEL 1848 / SU QUESTA VIA / E AL FORTE DEI PIZZILLARI / EMULA GLORIOSA / L'ARTIGLIERA DEL POPOLO / ROSA DONATO), mentre nella statua scolpita nel 1893 dallo scultore Vincenzo Gugliandolo era raffigurata, a mezzo busto, come “artigliera del popolo” accanto al fusto del “suo” cannone (la scultura è oggi conservata nella sede centrale del Banco di Sicilia-Unicredit).